# Ivan Karpenko-Kary
Ivan Karpenko-Kary (ukrainien : Іван Карпенко-Карий), de son vrai nom Ivan Tobilevytch (ukrainien : Іван Тобілевич), né le 17 septembre 1845 (29 septembre dans le calendrier grégorien) près d'Arsenivka (uk) et mort le 2 septembre 1907 (15 septembre dans le calendrier grégorien) à Berlin, est un écrivain, dramaturge et acteur ukrainien. Il est le frère de Mykola Sadovsky (uk), Panas Saksahansky (uk) et Mariia Sadovska-Barilotti.

## Biographie
FIvan Tobilevytch est né le 29 septembre 1845, à Arsenevka, un village du centre de l'Ukraine près de Yelisavetgrad (aujourd'hui Kropyvnytskyi). Il est le fils du gérant du domaine, Karp Tobilevich. Il étudie à l'école du district de Bobrynets et, à partir de 1859, il travaille comme commis d'huissier dans la ville de Mala Vyska et plus tard comme commis de l'administration municipale. Il travaille ensuite au tribunal de comté en 1864.
En 1865, il déménage à Elisavetgrad (de nos jours Kropyvnytskyï) et y fait des études. Il travaille ensuite comme chef du département de police du district, participe à des spectacles amateurs d'Oleksandr Tarkovski, publie des articles littéraires et critiques et devient plus tard membre du cercle illégal Narodovo d'Opanas Mykhalevych. En 1870, il épouse Nadia Tarkovski, la tante du poète et journaliste de la ville Arsenyi Tarkovskyi. En dot, il reçoit la ferme familiale des Tarkovski et ils ont sept enfants. Nadia meurt en 1881 et sa fille, Halyna, décède l'année suivante. Il prend le poste de clerc aux écritures à la police d'Elisabetgrad mais en 1883, il est démis de ses fonctions de secrétaire de police et exilé pour avoir fourni des passeports aux révolutionnaires.
Son premier rôle au théâtre ukrainien a commencé dans les années 1880, alors qu'il joue dans la troupe de Marko Kropyvnytsky. Il publie son premier récit en ukrainien, "Novobranets", dans l'almanach "Rada", signé sous le pseudonyme de Hnat Kariy, en 1883. Il apporte de l'innovation dans le théâtre moderne ukrainien avec des drames et des comédies satiriques évoquant de manière réaliste la paupérisation progressive du monde rural.
Arrêté en 1884, il est exilé à Novotcherkassk,, où il travaille comme forgeron et ouvre plus tard un atelier de reliure. Pendant son exil, il écrit son premier drame, Burglaka (traduction : Bergère), ainsi que les pièces Bondarivna, Le sage et le fou, Naimichka et Talentless. En 1886, un recueil de ses drames est publié à Kherson, dont Bondarivna, Qui est coupable ? et Raisonnable et idiot. Après avoir été libéré en 1887, il retourne en Ukraine avec sa femme Sofia et s'installe dans une ferme qui porte le nom de sa première épouse, Nadia. Aujourd'hui, le village est la réserve historique et culturelle Khoutir Nadia devenue un musée en 1956.
Son drame, Naymichka, est publié en 1887, et Martin Borulya dans Zora en 1892. En 1888, la surveillance policière est levée et il rejoint la troupe de son frère, Mykola Sadovskyi, et plus tard la troupe d'un autre frère, Panas Saksaganskyi. Les vertus de ses drames sont la vivacité, l'intégrité des personnages et un langage bien choisi. Karpenko-Kary reflète également dans ses pièces l'impact du colonialisme russe en l'Ukraine. En 1890, il rejoint la Société des artistes ukrainiens et écrit la comédie Cent Mille.
Il écrit une note au Congrès des acteurs de théâtre de Moscou, consacrée à la persécution du théâtre ukrainien, que Panas Saksaganskyi (son frère) a lue depuis la tribune du congrès. En 1899, il écrit la tragédie historique Sava Tchaly, consacrée aux événements du XVIIIe siècle dans la région de Haïdamak.
Il tombe malade en 1906, quitte la scène et se rend à Berlin pour se faire soigner. Après une grave maladie, Tobilevytch décède le 15 septembre 1907 à Berlin. Ses restes sont ramenés en Ukraine et enterrés à la ferme Nadejda.

## Œuvres notables
- Sans talent (en ukrainien : Безталанна)
- Le sage et le fou (Бурлака, 1885)
- Martyn Borulia (Мартин Боруля, 1886)
- Cent mille (Сто тисяч, 1889)
- Le maître (Хазяїн, 1900)

## Hommages
Un timbre postal à son effigie fut publié en 1995. Le domaine familial est devenu un musée réserve d'État et un musée à Kropyvnytskyï lui est dédié.

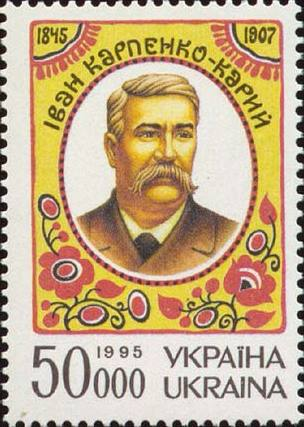
Sur un timbre de 1995.